# East Stark (Dakota del Norte)
East Stark es un territorio no organizado ubicado en el condado de Stark en el estado estadounidense de Dakota del Norte. En el Censo de 2010 tenía una población de 667 habitantes y una densidad poblacional de 0,47 personas por km².

## Geografía
East Stark se encuentra ubicado en las coordenadas 46°48′50″N 102°19′22″O / 46.81389, -102.32278. Según la Oficina del Censo de los Estados Unidos, East Stark tiene una superficie total de 1419.81 km², de la cual 1413.96 km² corresponden a tierra firme y (0.41%) 5.85 km² es agua.

## Demografía
Según el censo de 2010, había 667 personas residiendo en East Stark. La densidad de población era de 0,47 hab./km². De los 667 habitantes, East Stark estaba compuesto por el 97.15% blancos, el 0.3% eran afroamericanos, el 0% eran amerindios, el 1.8% eran asiáticos, el 0% eran isleños del Pacífico, el 0.15% eran de otras razas y el 0.6% pertenecían a dos o más razas. Del total de la población el 0.15% eran hispanos o latinos de cualquier raza.